# 젤다의 전설 시간의 오카리나
《젤다의 전설 시간의 오카리나》는 닌텐도가 제작한 액션 어드벤처 게임이다. 닌텐도 64 플랫폼으로 개발됐으며 1998년 11월 일본 및 북미 지역에서 출시하고 유럽에서 내달에 출시됐다. 《젤다의 전설》 시리즈의 다섯 번째 본편 게임이자 시리즈 최초로 3D 그래픽을 사용한 작품이다.
《시간의 오카리나》는 닌텐도 정보개발본부가 개발했으며 아오누마 에이지, 고이즈미 요시아키 이하 5인이 감독했다. 그 외 젤다 시리즈의 기획자이기도 한 미야모토 시게루가 기획을, 다나베 겐스케가 각본을 각각 담당했다. 본시 64DD 디스크 용의 당 콘솔 런칭작으로까지 기획하였었으나 결국 무산되고 카트리지 포맷을 따르는 것으로 결정되었다. 음악은 젤다의 원로격 작곡가 곤도 고지의 작곡을 사용.
본작의 플레이어는 주인공 링크를 조종하여 하이랄이라는 판타지 속 세계를 누벼 악의 괴수 가논돌프를 물리치기 위해 시간을 여행하고 던전과 또 오버월드를 걸쳐 모험한다. 본작에서는 세상에서도 아직 없었던 기능들이 도입되었으니 즉 타겟락 시스템과 상황별 대응 버튼(context-sensitive buttons) 따위가 그것이다. 제목에 오카리나가 있는 것이 공말이 아닌지라 작중의 오카리나는 그 연주가 진행함에 있어 불가피하다.
출시 당시 《시간의 오카리나》는 그래픽, 사운드, 게임플레이, 사운드트랙 등이 높이 사 평론과 소비자로부터 모두 호평을 받았다. 당시 전세계 판매량은 7백만 장이었다.
직속 후속작 《젤다의 전설 무쥬라의 가면》은 2000년 출시됐다. 이후 컬렉터스 에디션의 일부로서 게임큐브에 그리고 중국 iQue 플레이어에 포팅되었으며 제목 끝에 3D를 붙인 개선판이 닌텐도 3DS로 발매됐다.

## 등장 인물
링크
본작의 주인공. 코키리의 숲에서 사는 유일하게 요정이 없는 소년. 실은 그는 하일리아인으로, 후에 데크나무님의 요정 나비의 도움으로 코키리의 숲을 떠나 하이랄 평원으로 여행을 떠나게 되며, 시간의 신전에서 마스터 소드를 뽑아 7년 후로 간다. 이후 시간의 용사가 된다. 왼손잡이이며 용기의 트라이포스의 소유자.
나비
데크나무님의 요정이며 후에 링크의 요정으로서 같이 여행을 떠나게 된다. 몬스터의 약점이나 여러 정보를 알려준다.
젤다 공주
하이랄 왕국의 왕녀. 7번째 현자. 가논돌프의 야망을 미리 꿰뚫어 보며 왕가의 보물인 시간의 오카리나를 가논돌프로부터 지켜내려고 한다. 지혜의 트라이포스의 소유자.
가논돌프
하이랄 성 서쪽 사막의 도적 일족인 겔드족에서 100년에 한 번 태어나는 남자이다. 겔드족의 수장이며 트라이포스를 모두 차지하여 하이랄을 포함한 모든 세계를 자신의 것으로 하려고 하는 야망을 품고 있다. 힘의 트라이포스의 소유자.
케포라 게보라
링크에게 많은 어드바이스를 보내는 많은 지력이 넘치는 부엉이. 데크나무님과는 오랜 인연인 듯 하다.
사리아
코키리의 숲에서 사는 링크의 소꿉친구. 링크에게 따스한 마음을 가지고 있다. 후의 숲의 현자로서 각성한다.
다르니아
데스마운틴 산길 옆에 있는 고론시티의 촌장이자 족장이다. 또한 데스마운틴 화구에서 화룡 밸버지아를 봉인한 영웅의 자손이기도 하다. 후에 불의 현자로서 각성한다.
루토 공주
조라족의 왕녀. 말투는 약간 츤데레형이지만 본성은 매우 착하다. 링크를 많이 좋아하고 있는 듯 하다. 후에 물의 현자로서 각성한다.
킹 조라
자부자부님을 수호신으로 삼는 조라족의 지도자. 보통 조라족과는 다르게 몸집이 매우 크며, 링크에게 수호신인 자부자부님이 있는 조라의 샘으로 가는 길을 비켜줄 때 아주 느리게 움직인다. 루토 공주를 많이 걱정하고 있는 듯 하다.
자부자부
킹 조라가 수호신으로 삼는 물고기지만 가논돌프의 저주로 몬스터가 잔뜩 몸속에 기생하게 되었다. 보스 배리네이드를 물리치면 원래대로 돌아간다.
마론
론론 목장의 주인인 타론의 외동딸. 링크에게 에포나를 소개시켜주며 에포나가 좋아하는 곡도 가르쳐 준다.
에포나
론론 목장에 살고 있는 마론의 암말. 처음 보는 사람을 보면 두려움에 떨며 도망친다. 하지만 마론의 노래를 매우 좋아하며 처음 보는 사람이 자신의 노래를 불러도 금세 순해진다. 7년 후에 성장을 한 이후에는 링크와 같이 모험을 떠난다.
라울
빛의 현자이며 고대부터 성지를 지켜오던 현자들 중의 한명. 현자의 방에서 링크에게 많은 정보를 보낸다.
시크
7년 후에 자주 보이는 자신을 시커족이라 칭하는 청년. 링크에게 오카리나의 곡을 하나하나씩 가르쳐 주고는 어디론가로 사라져 버린다. 실은 젤다 공주가 가논돌프의 눈을 피하기 위해 변장을 한 모습이다.
임파
하일리아 인에게 그림자처럼 여겨져 왔던 시커족의 유일한 생존자이며 젤다 공주의 유모이다. 후에 가논돌프가 성을 점령하자 젤다 공주를 데리고 하이랄 성을 탈출한다. 7년 후에는 어둠의 현자로서 각성한다.
나볼
겔드족의 현 수장. 가논돌프가 겔드의 왕이 되는 것을 절대로 인정하지 않는 자존심이 강한 여성이다. 영혼의 신전의 트윈노파에 의해 아이언 너클이 되기도 한다. 후에 영혼의 현자로서 각성한다.

## 오카리나 곡들
- 젤다의 자장가(Zelda's Lullaby)

가장 처음으로 익히는 곡. 왕가의 깊이 전해지는 노래로, 주로 왕가의 증표를 입증하거나 조라족 마을 입구의 폭포를 열고 또한 트라이포스 문양 위에서도 이 곡을 연주하면 풀리는 퍼즐도 있다.
- 폭풍의 노래(Song of Storms)

7년 후 카카리코 마을 풍차에서 폭주한 풍차 주인 앞에서 시간의 오카리나를 꺼내면 익히는 곡. 어린 시절 때에 풍차 주인 앞이나 돌아가는 풍차에서 이걸 연주하게 되면 아래에 있는 우물이 말라서 우물 던전 안으로 들어갈 수 있게 된다. (우물 던전은 오직 어린 링크만이 들어갈 수 있다.) 또한 조라 강에서 개구리들에게 이 곡을 들려주면 개구리들이 비가 내리는 것을 좋아한다며 하트 조각을 준다.
- 시간의 노래(Song of Time)

시간의 오카리나를 입수하자마자 즉시 익히는 곡. 정령석 3개를 전부 가지고 시간의 신전 석판 앞에서 이 곡을 연주하면 위의 트라이포스 문양이 빛나며 시간의 문이 열린다. 또한 던전에서 시간의 신전의 문과 비슷한 눈이 있는 블록을 움직일 때 사용한다.
- 태양의 노래(Sun's Song)

밤/낮을 바꾸게 할 수 있으며, 리데드나 기부도 같은 언데드 몬스터를 움직이지 못하게 만들 수 있다.
- 사리아의 노래(Saria's Song)

미로숲 배경음의 일부 멜로디. 사리아와 대화하고 싶을 때 사용. 우울한 고론족 족장을 기쁘게 할 때도 사용된다.
- 에포나의 노래(Epona's song)

7년후 론론목장에 에포나를 부르고 7년 전 론론목장엔 에포나를 친밀하게 만들기도 한다. 또한 인고와의 시합에서 승리하고 론론목장을 탈출한 이후에는 하이랄 평원에서 에포나를 마음껏 부를 수 있다.
- 워프 기능
- 숲의 미뉴에트(Minuet of Forest)

시크한테서 익히는 7년 후의 첫 곡. 숲의 성역의 신전 바로 앞에 있는 트라이포스 발판 위로 워프할 수 있게 한다.
- 불의 볼레로(Bolero of Fire)

데스마운틴 분화구의 불의 신전 바로 앞에 있는 트라이포스 발판 위로 워프할 수 있게 한다.
- 물의 세레나데(Serenade of Water)

하일리아호의 물의 신전 위에 있는 트라이포스 발판 위로 워프할 수 있게 한다.
- 어둠의 녹턴(Nocturne of Shadow)

카카리코 마을 묘지 뒤쪽 위에 어둠의 신전이 바로 앞에 있는 트라이포스 발판 위로 워프할 수 있게 한다.
- 영혼의 레퀴엠(Requiem of Spirit)

환영의 사막에 거대 사신상 (영혼의 신전) 옆의 트라이포스 발판 위로 워프할 수 있게 한다.
- 빛의 프렐류드(Prelude of Light)

시간의 신전 안에 있는 트라이포스 발판 위로 워프할 수 있게 한다.

## 스토리와 스토리 상의 위치
시간의 오카리나는 젤다의 전설 전체 시리즈 중에서도 가장 중요한 위치에 속해있다. 게임이 끝난 후 3가지의 시열대로 나뉘게 되는데, 용사 패배 7년 후, 용사 승리 7년 전, 용사 승리 7년 후로 나뉜다. 이런 식으로 나뉠 수 있는 이유는 게임 자체가 어느순간 7년이라는 시간을 넘나들 수 있게 되는데, 가논 토벌 이후 링크가 어느 시간대에 남는지에 따라서 시열대가 갈라진다.
스토리-신들의 자손이 산다고 불리는 땅, 하이랄. 그곳에는 많은 민족이 저마다의 토지를 지키면서 독자적인 문화를 만들고 있었다.
하이랄 안의 코키리의 숲에 사는 코키리족 소년 링크는 어느 날 아침, 스스로를 나비라고 부르는 요정에 의해 잠에서 깬다.
링크는 결국 자신에게도 요정이 왔다며 기뻐했다. 코키리족이라면 누구나 짝꿍 요정이 있기 마련인데, 어째서인지 링크에게만 오지 않았던 것이다.
하지만 나비는 링크에게 힘든 이야기를 했다. 코키리족의 수호신 '데크 나무'가 수상한 몬스터 때문에 빈사 상태가 되었다는 것이다.
링크는 나비와 협력해 몬스터를 쓰러뜨렸지만, '데크 나무'는 유언을 남기고 시들었다.
"가논돌프에게 트라이포스를 빼앗겨서는 안 된다... 용기 있는 자여, 이 정령석과 함께 하이랄의 지혜로운 자를 찾거라..."
당시 하이랄에 전해지는 한 전설이 있었다. 신들의 '트라이포스'에 대한 전설이다.
아무도 알지 못하는 성지에 있다는, 신의 힘이 깃든 성스러운 삼각 '트라이포스'. 그것을 만지는 자는 무한한 힘을 손에 넣을 수 있다고 한다.
그 힘을 자신의 손에 넣으려는 자가 있었다.
그 마도적의 이름은 가논돌프. 가논돌프는 사악한 몬스터를 이용해 하이랄 각지를 유린하면서 성지의 입구를 계속 찾고 있었다. 그리고 그 어두운 손이 코키리의 숲까지 미친 것이었다.
그 사실을 알게 된 링크는 데크 나무가 남긴 숲의 정령석을 들고 하이랄족의 수도, 하이랄 성으로 떠났다.
하이랄 성에 도착한 링크는 또래 왕녀 젤다 공주와 만난다. 마찬가지로 하이랄의 위기를 감지하고 있던 젤다는 성지의 입구를 알고 있었다.
그러나 그곳에 들어가려면 신전의 석반에 세 개의 정령석을 끼워 넣고, 왕가의 보물 '시간의 오카리나'를 연주해야 한다.
링크는 남은 두 정령석을 찾아 또 다른 모험으로 여행의 첫 발을 내딛은 것이다.

## 참조

### 주해
1. ↑  일본어: ゼルダの伝説 時のオカリナ, 영어: The Legend of Zelda: Ocarina of Time